# Riccardo Cucciolla

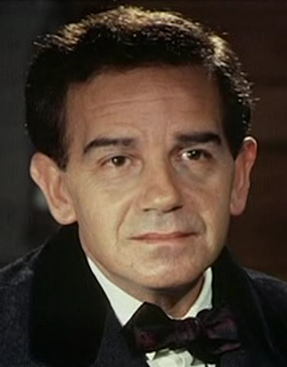
Riccardo Cucciolla in seiner Filmrolle als Nicola Sacco (1970/71)

Riccardo Cucciolla (* 5. September 1924 in Bari; † 17. September 1999 in Rom) war ein italienischer Filmschauspieler.

## Leben
Nach einem Jurastudium arbeitete Cucciolla unter anderem ab 1946 als Sprecher in Radiosendungen, für Synchronarbeiten und bei Dokumentarfilmen. Nach zahlreichen Theaterarbeiten wurde er in den 1950er Jahren für Nebenrollen in einigen italienischen Spielfilmen engagiert. Seine eigentliche Filmkarriere als Schauspieler begann 1963 mit einer tragenden Rolle im italienisch-sowjetischen Kriegsfilm Italiani brava gente. Zuvor war er als einer der fleißigsten Darsteller des jungen italienischen Fernsehschaffens tätig, dem er in Originalstoffen, Theaterverfilmungen und Serienwerken bis in die 1980er Jahre verbunden blieb. Nach prioritär sich im Filmgeschäft ausdrückenden Engagements während der 1970er Jahre wandte sich Cucciolla im folgenden Jahrzehnt wieder intensiver der Bühne zu, auf der er auch Lese- und Rezitationsabende veranstaltete, sprach Synchronarbeiten ein und unterstützte junge Regisseure bei ihrem (Fernseh-)Debüt.
International bekannt wurde Cucciolla 1971 als Darsteller von Nicola Sacco im unter der Regie von Giuliano Montaldo gedrehten Polit-, Doku- und Justizdrama Sacco e Vanzetti, wofür er bei den 24. Filmfestspielen von Cannes als bester Darsteller ausgezeichnet wurde. Engagiert wurde Cucciolla auch bei weiteren Filmen mit sozialkritischem Hintergrund, von denen jedoch keiner die Bedeutung von Sacco und Vanzetti erreichte.

## Filmografie (Auswahl)
- 1953: Ein Sonntag in Rom (La domenica della buona gente)
- 1963: Italiani brava gente
- 1967: Top Job (Ad ogni costo)
- 1968: Mord auf der Via Veneto (Roma come Chicago)
- 1968: Seid nett aufeinander (La rivoluzione sessuale)
- 1968: Die sieben Brüder Cervi (I sette fratelli Cervi)
- 1969: Nackt über Leichen (Una sull'altra)
- 1971: Sacco und Vanzetti (Sacco e Vanzetti)
- 1971: Das Verfahren ist eingestellt: Vergessen Sie's! (L'istruttoria è chiusa: dimentichi)
- 1972: Der Chef (Un Flic)
- 1972: Gewalt – die fünfte Macht im Staat (La violenza: quinto potere)
- 1973: Betrachten wir die Angelegenheit als abgeschlossen (No, il caso è felicemente risolto)
- 1973: Bonne Chance (Le Hasard et la violence)
- 1973: Die Ermordung Matteottis (Il delitto Matteotti)
- 1973: Paolo – der Heiße (Paolo il caldo)
- 1974: Borsalino & Co. (Borsalino and Co)
- 1974: Der Rücksichtslose (Par le sang des autres)
- 1974: Wild Dogs (Cani arrabbiati)
- 1975: Es regnet über Santiago (Il pleut sur Santiago)
- 1976: Giacomino – Odyssee eines Kindes (La linea del fiume)
- 1976: Stella – einem Stern gewidmet (Dedicato a una stella)
- 1976: Tote pflastern seinen Weg (Pronto ad uccidere)
- 1977: Antonio Gramsci – Die Jahre im Kerker (Antonio Gramsci – I giorni del carcere)
- 1978: Turi und die Paladini (Tur e le paladini)
- 1980: Sophia Loren – Mein Leben (Sophia Loren: Her Own Story) (Fernsehfilm)
- 1982: Marco Polo (Fernseh-Miniserie)
- 1988: Inspektor Lavardin: Tödliches Rätsel (Les Dossiers de l'inspecteur Lavardin: maux croisés) (Fernsehfilm)
- 1989: Geheimauftrag Erdbeer Vanille (Vanille Fraise)
- 1991: Pizza Colonia
- 1997: Unser kleiner Engel (Il nostro piccolo angelo) (Fernsehfilm)
- 1999: Morte di una ragazza perbene (Fernsehfilm)